# Большой Гейзер

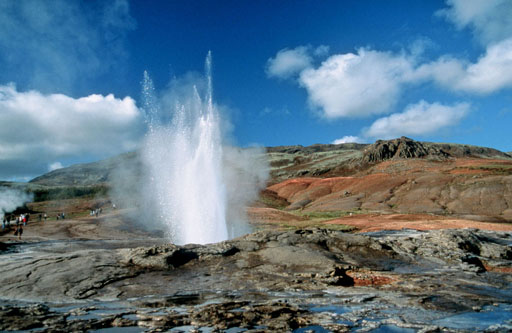
Извержение Большого Гейзера

Ге́йсир (исл. Geysir), более известный как Большо́й Ге́йзер (исл. Stóri Geysir) — гейзер на юго-западе Исландии. Расположен в долине Хёйкадалюр в составе туристического маршрута «Золотое кольцо», в 40 м к югу от гейзера Строккюр и в 50 км от вулкана Гекла. Название происходит от исландского глагола gjósa («извергаться») и стало основой для международного термина «гейзер».

### Характеристики
- Высота извержений: до 70 м[4]
- Периодичность: нерегулярная (интервалы от нескольких лет до нескольких часов в периоды активности).
- Форма в спящем состоянии: озеро диаметром 18 м и глубиной 1,2 м с зелёным оттенком воды.

## История

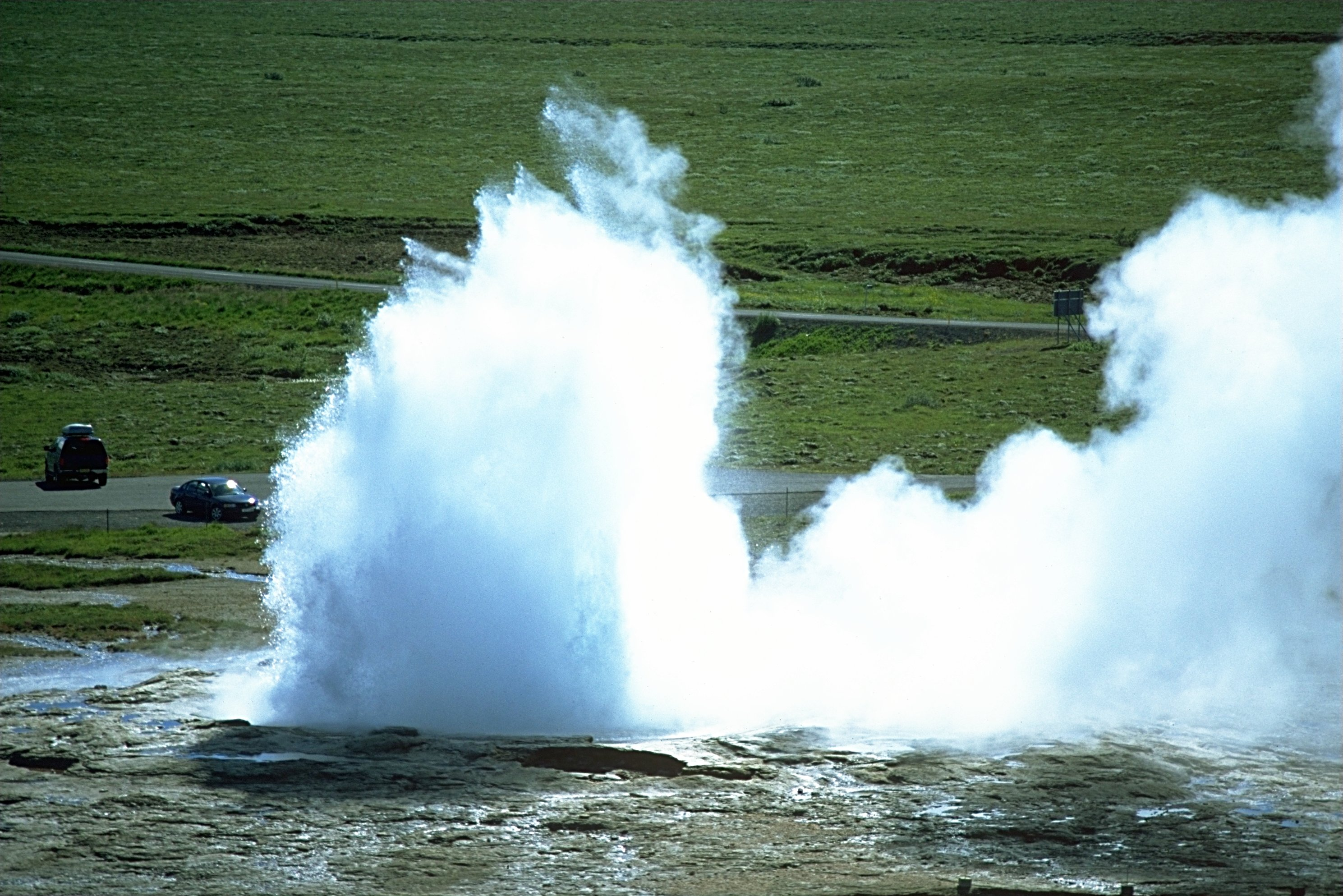
Начало извержени

Исследования гейзерита показали, что Гейсир был активен в течение около 10 000 лет. Самые старые упоминания о горячих источниках в Хаукадалуре относятся к 1294 году, когда землетрясения вызвали существенные изменения в местном ландшафте, создав несколько новых горячих источников. Изменения в активности Гейсира и окружающих его гейзеров тесно связаны с сейсмической активностью. В записях, датированных 1630 годом, пишут, что гейзеры извергались с такой силой, что дрожала поверхность окружающей их земли.
Гейсир находился преимущественно в спящем состоянии вплоть до 1896 года, когда землетрясение вновь вызвало извержения, происходящие по несколько раз в день. В 1910 году Гейсир был активен каждые 30 минут; спустя пять лет интервал между извержениями увеличился до 6 часов, а в 1916 году извержения и вовсе почти прекратились.
В 1935 году через слой кварца вокруг края гейзера был прорыт искусственный канал. Этот ров вызвал понижение уровня грунтовых вод и, как следствие, пробуждение гейзера. Со временем этот канал забился кремнезёмом, и извержения практически прекратились. В 1981 году его очистили, и извержения продолжились; в исключительных случаях их можно было стимулировать путём добавления мыла. В течение 90-х годов практика добавления мыла практически исчезла из-за возникновения экологических проблем, и извержения Гейсира стали довольно редкими. Тем не менее, когда он извергался, это производило сильное впечатление, так как иногда кипящая вода поднималась в воздух на высоту до 70 м. В День провозглашения республики уполномоченные государственные геологи вызывают его извержение искусственным путем.
В 2000 году следующее землетрясение восстановило деятельность Гейсира. Первоначально извержения происходили в среднем восемь раз в сутки. К июлю 2003 года эта активность снова снизилась примерно до трех раз в день.
Близлежащий гейзер Строккюр извергается гораздо чаще, чем Гейсир, выталкивая воду на высоту до 30 м каждые несколько минут. Землетрясения также оказали влияние на активность Строккюра, хотя и в меньшей степени, чем на Большой Гейзер. Кроме того, в этой местности располагаются более 30 небольших гейзеров и горячих бассейнов, включая «Маленький Гейсир» (исл. Litli Geysir).
Подробное описание Большого Гейзера и Строккюра были приведены во многих путеводителях, опубликованных с начала XVIII века. Наряду с долиной Тингведлир и водопадом Гюдльфоссом, они входят в Золотое кольцо — популярный туристический маршрут в южной Исландии.

## Изучение

Схема гейзера

В 1846 году гейзер посетил немецкий химик-экспериментатор Роберт Вильгельм Бунзен (1811—1899) для изучения деятельности гейзера и его научного объяснения. Он провёл эксперимент: создал модель Гейсира из котла, связанного с выхлопной трубой и, нагревая воду в котле до 90-100 °C, следил за её извержением из трубы. Канал трубы был очень узким и потому мешал процессу конвекции.

## Право собственности
До 1894 года земля вокруг Гейсира принадлежала местному фермеру. В том же году её продали Джеймсу Крейгу (позднее лорду Крейгавону), известному производителю виски и будущему первому премьер-министру Северной Ирландии. Первоначально он возвел большой забор вокруг участка и установил платный вход для посетителей, желающих посмотреть на гейзеры. Однако похоже, что в следующем году его утомил этот проект, и он подарил землю своему другу Е. Крейгу, который отказался от платы за вход. Позже участок унаследовал племянник Крейга, Хью Роджерс. В 1935 году он продал его режиссёру Сигурдуру Йоунассону, который впоследствии пожертвовал гейзер народу Исландии на неограниченный срок.

## Туристическое значение
Входит в «Золотое кольцо» Исландии наряду с долиной Тингведлир и водопадом Гюдльфосс. Близлежащий гейзер Строккюр извергается чаще (каждые 5–10 мин, высота до 30 м).